# Eliza-Mădălina Peța
Eliza-Mădălina Peța Ștefănescu (n. 18 septembrie 1984, Craiova, România) este un deputat român, ales în 2016.